# هانسن كلارك
هانسن كلارك (بالإنجليزية: Hansen Clarke)‏ هو محامي وسياسي أمريكي، ولد في 2 مارس 1957 في ديترويت في الولايات المتحدة. حزبياً، نشط في الحزب الديمقراطي.

## مناصب
- في انتخابات مجلس النواب الأمريكي 2010 [الإنجليزية]‏، انتخب عضو مجلس النواب الأمريكي عن دائرة الدائرة الكونغرسية الثالثة عشر لميشيغان [الإنجليزية]‏ وقد انضم خلال فترته النيابية [الإنجليزية]‏ (5 يناير 2011 – 3 يناير 2013)  للكتلة البرلمانية الحزب الديمقراطي.
- انتخب عضو مجلس ولاية ميشيغان (2003 – 2010).
- انتخب عضو مجلس نواب ميشيغان  [لغات أخرى]‏ (1991 – 1991).
- انتخب عضو مجلس النواب الأمريكي.